# Record of Lodoss War: Advent of Cardice
Record of Lodoss War: Advent of Cardice é um RPG eletrônico para a plataforma Dreamcast baseado no mangá e anime The Record of Lodoss War.
O personagem principal do jogo era um grande líder guerreiro que morreu mas é ressuscitado por um mago para proteger sua terra mais uma vez. Durante a trajetória do jogo podem ser equipados diversos tipos de armaduras e espadas, que podem ser reforçadas com diversas habilidades.